# Extraterritorialité du droit français
L'extraterritorialité du droit français est le nom donné à l'ensemble des dispositions du droit français qui peut être appliqué en-dehors des frontières de la France à des personnes physiques ou à des personnes morales de pays tiers. Ces dispositions couvrent des domaines comme la nationalité, la sécurité nationale, le service public à l'étranger. L'extraterritorialité du droit français est complétée par l'extraterritorialité du droit européen.

## Concept
L'extraterritorialité désigne, en droit international public, une situation où « un État prétend appréhender, à travers son ordre juridique, des éléments situés en dehors de son territoire ». Le droit français contient des dispositions extraterritoriales, c'est-à-dire visant à s'appliquer à des personnes publiques ou des personnes morales pour des actes ayant eu lieu hors du territoire français.
Un droit national est, par défaut, non-extraterritorial. Au XIXe siècle, une Cour d'assises française rappelle que « ne peut s'étendre aux délits commis hors du territoire par des étrangers, qui, à raison de ces actes, ne sont pas justiciables des tribunaux français […] [du fait,] en effet, que le droit de punir émane du droit de souveraineté, qui ne s'étend pas au-delà des limites du territoire […] les tribunaux français sont sans pouvoir pour juger les étrangers à raison des faits par eux commis en pays étranger […] leur incompétence à cet égard est absolue et permanente ».

## Histoire
Le droit français d'Ancien Régime contient peu de dispositions extraterritoriales. Ces dernières font l'objet de débats lors de la Révolution française. Un décret de 1792 entérine la territorialité absolue du droit français, avant d'être annulé par le Code des délits et des peines du 3 brumaire an IV, qui dispose à son article 12 que seront jugés et punis en France « les étrangers qui ont contrefait, falsifié ou altéré, hors du territoire de la République, soit de la monnaie nationale, soit des papiers nationaux ayant cours de monnaie ».
Les codes juridiques rédigés sous le règne de l'empereur des Français Napoléon Bonaparte contiennent des dispositions d'extraterritorialité, liées notamment à la sûreté de l’État, la contrefaçon et les crimes commis par des Français contre des Français.

## Dispositions

### Droit pénal
L'article 113-2 du Code pénal dispose que « la loi pénale française est applicable aux infractions commises sur le territoire de la République ». Les dispositions ultérieures précisent que les navires et aéronefs immatriculés en France sont assimilés au territoire français, indépendamment de leur localisation.
Aussi, les crimes et délits permis par l'utilisation « d'un réseau de communication électronique » sont considérés par la justice comme commis sur le territoire français lorsque la victime réside en France ou y a son siège social. Le code pénal est applicable pour les crimes et délits punis d'emprisonnement dont sont victimes des Français au moment des faits.
Les articles 113-7 et suivant précisent que pour les faits survenus hors du territoire national, dès lors que des victimes ou prévenus sont français, le parquet détient le monopole des poursuites, dans la mesure où le déclenchement de l'enquête ne peut avoir lieu que si elle est précédée par une plainte ou une dénonciation des autorités du pays en cause. Les faits survenus hors du territoire de la République peuvent être traités par la justice française dès lors que les coupables présumés sont de nationalité française, mais que lorsqu'il s'agit de délits, sous condition de double incrimination. Les actes relatifs au terrorisme, au mercenariat ou aux activités pédophiles n'exigent pas les conditions restrictives mentionnées (double incrimination et plainte préalable).
L'article 689 du Code de procédure pénale dispose que « les auteurs ou complices d'infractions commises hors du territoire de la République peuvent être poursuivis et jugés par les juridictions françaises soit lorsque [la loi le prévoit], soit lorsqu'une convention internationale ou un acte donne compétence aux juridictions françaises de connaître de l'infraction ». Cette disposition est liée aux conventions relatives à la répression du terrorisme et de son financement, à la piraterie, au détournement d'avions, au trafic de matériaux nucléaires, à la torture, aux disparitions forcées, aux crimes relevant de la Cour pénale internationale, etc. Toutefois, les poursuites ne peuvent être engagées que si les personnes poursuivies se trouvent en France.

### Droit civil
L'article 14 du Code civil indique que « l'étranger, même non résidant en France, pourra être cité devant les tribunaux français, pour l'exécution des obligations par lui contractées en France par un Français ; il pourra être traduit devant les tribunaux de France, pour les obligations par lui contractées en pays étrangers envers des Français ». L'article suivant dispose qu'un Français peut être traduit devant la justice pour un contrat passé à l'étranger.
Le droit français relatif aux peines de confiscation est à portée extraterritoriale.